# Cheiry
Cheiry (toponimo francese) è un comune svizzero di 412 abitanti del Canton Friburgo, nel distretto della Broye.

## Storia
Il 1º gennaio 2005 ha inglobato il comune soppresso di Chapelle.

## Monumenti e luoghi d'interesse
- Chiesa cattolica di San Silvestro, attestata dal 1184 e ricostruita nel 1967[1].

## Società

### Evoluzione demografica
L'evoluzione demografica è riportata nella seguente tabella:
Abitanti censiti

## Geografia antropica

### Frazioni
Le frazioni di Cheiry sono:
- Chapelle[3]
  - Coumin-Dessous
  - Coumin-Dessus
- Cheiry

## Amministrazione
Ogni famiglia originaria del luogo fa parte del comune patriziale che ha la responsabilità della manutenzione di ogni bene comune.